# Great Fish River
Great Fish River (afr. Groot-Visrivier) – rzeka w Afryce, o długości 644 km płynąca przez południowoafrykańską prowincję Przylądkową Wschodnią. Płynie w większości na południe a pod koniec biegu na wschód i wpada do Oceanu Indyjskiego 60 km na południowy wschód od Makandy. Odgrywała ważną rolę w historii Afryki Południowej jako rzeka graniczna pomiędzy kolonistami a ludem Xhosa.
Większe dopływy rzeki to:
- lewobrzeżne:
  - Groot Brak
  - Tarka
  - Kap
- prawobrzeżne:
  - Little Fish River